# Sdwinsk
Sdwinsk (russisch Здвинск) ist ein Dorf (selo) in der Oblast Nowosibirsk in Russland mit 5602 Einwohnern (Stand 14. Oktober 2010).

## Geographie

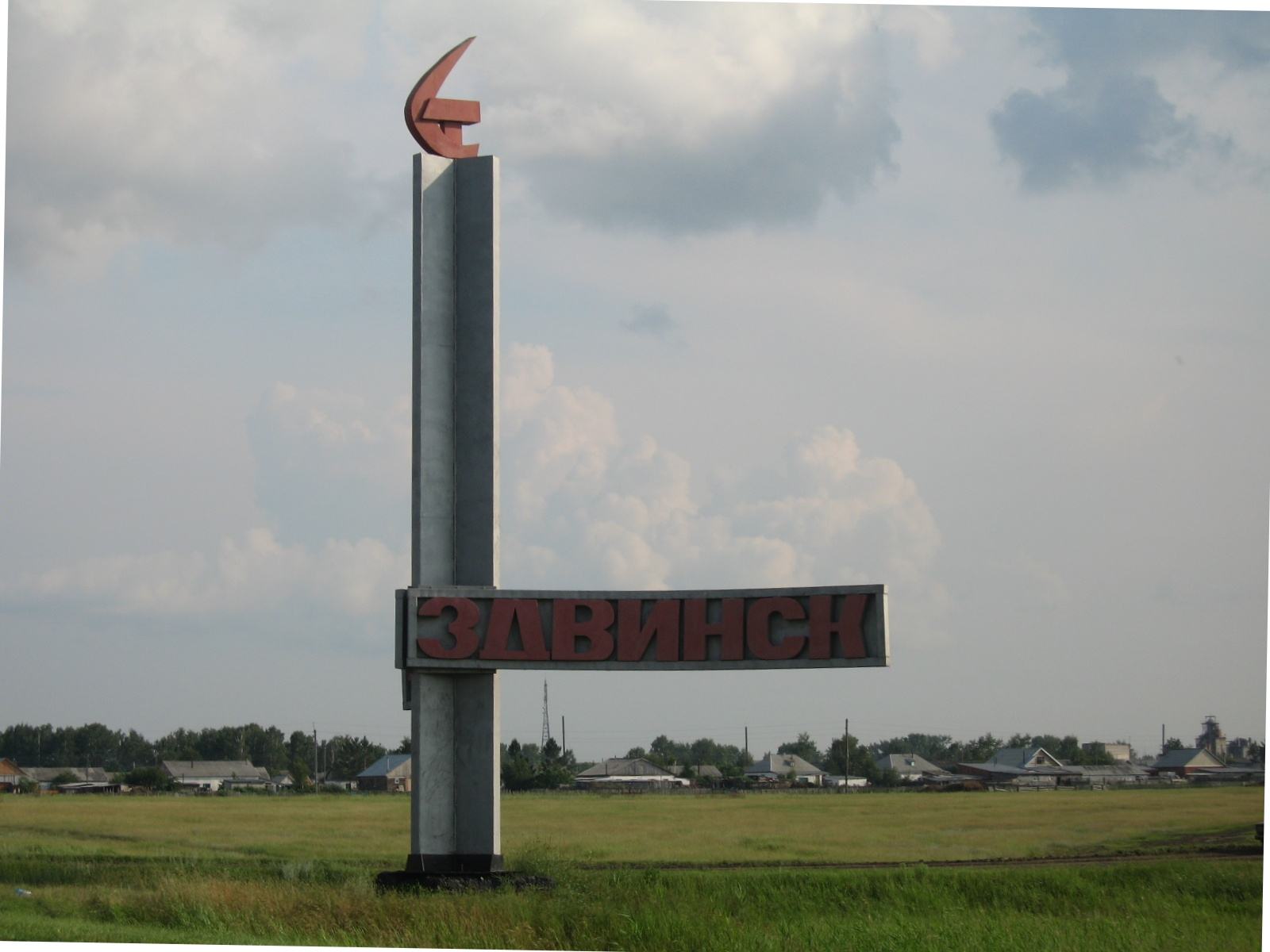
Einfahrt nach Sdwinsk aus Richtung Barabinsk

Der Ort liegt etwa 275 km Luftlinie westlich des Oblastverwaltungszentrums Nowosibirsk in der Barabasteppe. Er befindet sich am Unterlauf des Kargat, eines Flusses im Einzugsgebiet des abflusslosen Tschanysees, der sich gut 60 km westlich erstreckt.
Sdwinsk ist Verwaltungszentrum des Rajons Sdwinski sowie Sitz und einzige Ortschaft der Landgemeinde (selskoje posselenije) Sdwinski selwowet.

## Geschichte
Das Dorf wurde 1773 als Hofstelle (saimka) Taskajewo gegründet. 1896 wurde es in Nischni Kargat (etwa „Unterer Kargat“) umbenannt und 1925 Verwaltungssitz des nach ihm benannten Nischne-Kargatski rajon. Am 7. Juli 1933 erhielten das Dorf und der Rajon ihre heutigen Bezeichnungen nach dem Revolutionär Moissei Sdwinski (* 1876), der von 1906 bis 1917 nach Nischni Kargat verbannt war und 1919 im Russischen Bürgerkrieg in Kainsk, dem heutigen Kuibyschew, von Koltschak-Truppen erschossen wurde.
Von 1978 bis 1992 besaß Sdwinsk den Status einer Siedlung städtischen Typs.

### Bevölkerungsentwicklung
| Jahr | Einwohner |
| ---- | --------- |
| 1897 | 1458      |
| 1939 | 3371      |
| 1959 | 3920      |
| 1970 | 3613      |
| 1979 | 4807      |
| 1989 | 5841      |
| 2002 | 5611      |
| 2010 | 5602      |

Anmerkung: Volkszählungsdaten

## Verkehr
Nach Sdwinsk führt die Regionalstraße 50K-05, die im 75 km nördlich gelegenen Barabinsk beginnt. Dort befindet sich an der Transsibirischen Eisenbahn die nächstgelegene Bahnstation, und einige Kilometer südlich verläuft die föderale Fernstraße R254 Irtysch (ehemals M51), die Tscheljabinsk über Omsk mit Nowosibirsk verbindet. Von Sdwinsk in südwestlicher Richtung führt die 50K-06 nach Kupino, nach Osten die 50K-07 über Dowolnoje zur 50K-09 bei Kotschki.
Von den 1970er-Jahren bis Anfang der 1990er-Jahre existierte beim Dorf ein kleiner Flugplatz.